# Heinrich Khunrath

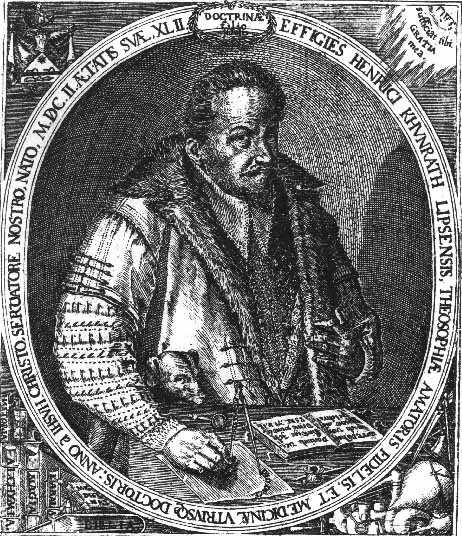
Heinrich Khunrath

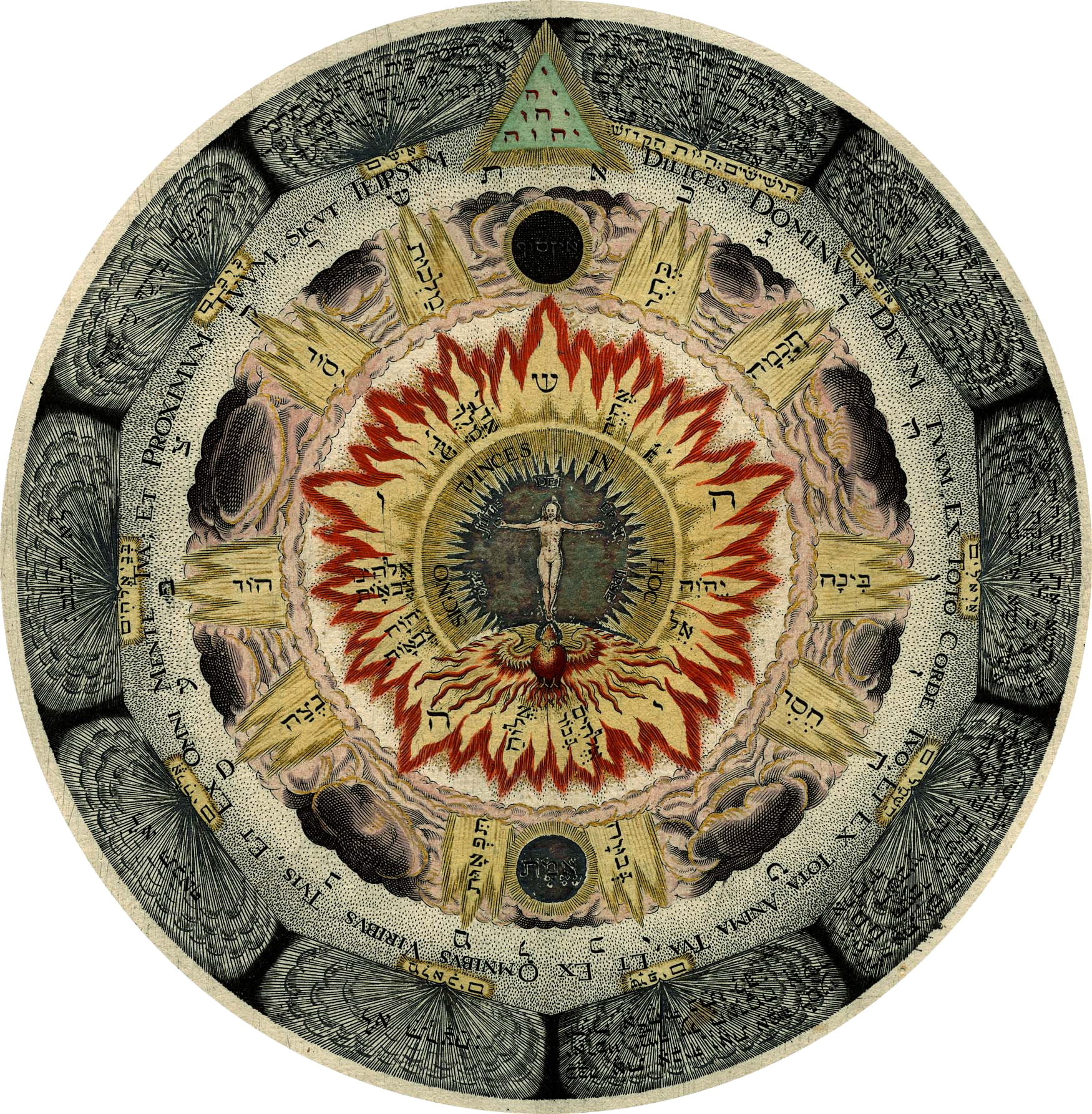
Kosmische Rose, Kupferstich aus dem Amphitheatrum Sapientiae Aeternae

Heinrich Khunrath (* um 1560 in Leipzig; † 9. September 1605 in Dresden) war ein deutscher Arzt, Alchemist und Kabbalist.
Heinrich Khunrath wurde etwa 1560 als Sohn des Leipziger Kaufmanns Sebastian Kunrat und seiner Frau Anna geboren. Zu seinen älteren Brüdern gehört der ebenfalls als Alchemist bekannt gewordene Conrad Khunrath. 1570, im Alter von zehn Jahren, wurde Heinrich an der Universität Leipzig eingeschrieben. 1574 kam er zum ersten Mal mit der Alchemie in Berührung. Im Mai 1588 schrieb er sich an der Universität in Basel ein, wo er am 3. September desselben Jahres zum Doktor der Medizin promoviert wurde. 1589 traf sich Heinrich Khunrath mit dem englischen Gelehrten und Magier John Dee. Ab dem 15. Dezember 1591 wurde Heinrich Khunrath Hofarzt des böhmischen Magnaten Wilhelm von Rosenberg in Wittingau. Er stand in Kontakt mit Johann Arndt, der auch eines seiner Werke kommentiert haben soll. Zu Khunraths Patienten gehörte u. a. Graf Albrecht VII. von Schwarzburg-Rudolstadt. Am 9. September 1605 starb Heinrich Khunrath in Dresden.
Heinrich Khunrath wird auch immer wieder mit dem Rosenkreuzerorden in Verbindung gebracht, der für die Forschung allerdings erst ab 1612 greifbar wird.
Bekannt wurde Khunrath vor allem durch die Kupferstiche in seinem Werk Amphitheatrum Sapientiae Aeternae, das 1595 zuerst erschienen ist.

## Schriften (Auswahl)
- De signatura rerum naturalium theses. Basel 1588.
- Amphitheatrum Sapientiae Aeternae, Solius, Verae, Christiano-Kabalisticum, Divino-Magicum, Physico-Chymicum, Tertriunum-Catholicon. [Hamburg] 1595 (Digitalisat OÖLB); Magdeburg 1608, 1609 (Digitalisat) Frankfurt 1653 (Digitalisat); u.ö.
  - Faksimile: Amphitheatrum Sapientiae Aeternae – Schauplatz der ewigen allein wahren Weisheit (= Clavis Pansophiae. Bd. 6). Reprint des Erstdrucks von Hamburg 1595 und des zweiten und letzten Drucks Hanau 1609. Mit einer Bibliographie der Drucke und Handschriften Khunraths, Namenregister und Konkordanz der beiden Ausgaben sowie der Transkription einer aus dem 18. Jahrhundert stammenden deutschen Übersetzung des Amphitheatrum Sapientiae Aeternae. Herausgegeben von Carlos Gilly, Anja Hallacker, Hanns-Peter Neumann und Wilhelm Schmidt-Biggemann. Frommann-Holzboog, Stuttgart 2013, ISBN 978-3-7728-1628-4.
- Confessio de Chao Physico-Chemicorum Catholico. Magdeburg 1596.
- Von hylealischen, Das ist, Pri-Materialischen Catholischen, oder Algemejnem Naturlichen Chaos. Magdeburg 1597.
- Symbolum Physico-Chymicum. Hamburg 1598.
- Magnesia Catholica Philosophorum. Magdeburg 1599.
- Warhafftiger Bericht Von Philosophischen Athanor. Magdeburg 1599.
- Bericht Vom Medicinalischen Brauch und Nutzen Aquae Sanitatis. S.l. 1603.
- Quaestiones Tres, … Cum Curationem, tum Praecautionem … Arenae, Sabuli, Calculi, Podagrae, Gonagrae, Chiragrae aliorumque Morborum Tartareorum … concernentes. Leipzig 1607.
- De Igne Magorum Philosophorumque secreto externo et visibili. Straßburg 1608